# Акінчиц Фабіан Іванович
Фабіан Іванович Акінчиц (біл. Фабіян Акінчыц; 20 січня 1886 — 7 березня 1943) — білоруський націоналістичний діяч, керівник білоруської націонал-соціалістичної партії.

## Біографія
Народився в селі Акинчиці біля Стовпців. У 1906—1913 вивчав право на юридичному факультеті Петербурзького університету. До революції 1917 року — есер. У 1923 році повернувся на Столбцовщину, де працював вчителем. У 1926 році вступив в ряди Білоруського селянсько-робітничого союзу, був одним з його керівників. У січні 1927 року заарештований польською владою і засуджений на 6 років позбавлення волі. У 1930 році, після дострокового звільнення, стає членом управління білоруської організації «Центросоюз» яку покидає в березні 1931 року. Після невдалої спроби створення полонофільськой організації «Відродження» повертається з Вільно в Стовпці, де засновує Білоруське товариство доброчинності, а в 1934 році як його голова стає членом Білоруського національного комітету у Вільно.
У 1933 — один з творців Білоруської націонал-соціалістичної партії. З 1938 року — в Німеччині, працює в міністерстві пропаганди. Під час Німецько-радянської війни співпрацював з німецькою окупаційною владою в Білорусі. Пропонував А. Розенбергу розпустити колгоспи, проте останній відповів, що «зробить це тоді, коли справжніх селян, тобто „куркулів“, повернуть з Сибіру». Дружив з видавцем окупаційної «Білоруської газети» поетом Владиславом (Вацлавом) Козловським. Убитий в квартирі Козловського, незабаром після цього був убитий радянськими партизанами і Козловський.
Дослідники схиляються до двох версій. Згідно з першою, це вбивство — справа рук радянських партизан. За деякими даними, Акінчица могли убити активісти Білоруської народної партії як помста за донос Акінчиця на Вінцента Годлевського (керівника антинімецького націоналістичного руху), який був арештований німцями і страчений у 1942 році.